# Duc d'Ursel
Le titre de duc d'Ursel est un titre de la noblesse belge, concédé au comte Conrad d'Ursel. 

## Histoire
Le fils de Conrad van Ursel, Conrad II (1592-1659), seigneur du château d'Hermalle-sous-Huy (à Engis ), devint comte impérial en 1638. Son arrière-petit-fils Conrad Albert (1665-1738) devint général et administrateur des Pays-Bas autrichiens ; l'empereur Charles VI l'a élevé au rang de duc d'Ursel et Hoboken en 1716. Son fils Karl (1717-1775), le 2e duc, était lieutenant-maréchal autrichien et gouverneur militaire de Bruxelles. Son petit-fils Charles-Joseph (1777-1860), 4e duc, devint ministre au Royaume-Uni des Pays-Bas puis sénateur belge. Son petit-fils Joseph (1848-1903) fut gouverneur du Hainaut et président du Sénat belge. Divers membres de la famille des branches départementales les plus jeunes ont servi comme diplomates et fonctionnaires belges.

## Titulaires
| Nom                                        | Note    | Photos |
| ------------------------------------------ | ------- | ------ |
| Conrad, 1er duc d'Ursel (1665–1738)        | Exemple |        |
| Charles, 2e duc d'Ursel (1717–1775)        | Exemple |        |
| Wolfgang, 3e duc d'Ursel (1750–1804)       | Exemple |        |
| Charles-Joseph, 4e duc d'Ursel (1777–1860) | Exemple |        |
| Léon, 5e duc d'Ursel (1805–1878)           | Exemple |        |
| Joseph, 6e duc d'Ursel (1848–1903)         | Exemple |        |
| Robert, 7e duc d'Ursel (1873–1955)         | Exemple |        |
| Henri, 8e duc d'Ursel (1900–1974)          | Exemple |        |
| Antonin, 9e duc d'Ursel (1925-1989)        | Exemple |        |
| Stéphane, 10e duc d'Ursel (1971)           | Exemple |        |